# Amphipsylla kulkarnii
Amphipsylla kulkarnii är en loppart som beskrevs av Lewis 1981. Amphipsylla kulkarnii ingår i släktet Amphipsylla och familjen smågnagarloppor. Inga underarter finns listade i Catalogue of Life.